# Список наград и номинаций Simple Plan
Simple Plan — канадская поп-панк-группа, образованная в Монреале в 1999 году барабанщиком Чаком Комо и гитаристом Джеффом Стинко. Коллектив номинировался на множество канадских премий, среди которых стоит выделить Juno Awards — главную музыкальную премию Канады. Группа и её работы участвовали в номинациях различных организаций за пределами Канады: американского журнала Alternative Press, британского журнала Kerrang!, французской радиостанции NRJ, американской телекомпании Fox, юго-восточноазиатского и европейского подразделений MTV, а также американской компании Yahoo!.
Помимо наград, Simple Plan и их работы неоднократно включались в топ-списки исполнителей/альбомов/песен, составляемыми различными музыкальными журналами и медиакомпаниями. В частности, Alternative Press включили коллектив в число 10 самых влиятельных групп поп-панка, а Rolling Stone присудили дебютному альбому No Pads, No Helmets… Just Balls 33 место в списке «50 величайших поп-панк-альбомов».
В 2013 году участники группы были награждены медалью Бриллиантового юбилея королевы Елизаветы II из рук генерал-губернатора Канады Дэвида Джонстона. В 2017 году Джонстон вручил членам Simple Plan Канадский Крест за похвальную службу (англ. Canadian Meritorious Service Cross).

## ADISQ Award
ADISQ Award — ежегодная премия, вручаемая Ассоциацией звукозаписывающих, концертных и видео-отраслей Квебека (фр. Association québécoise de l'industrie du disque, du spectacle et de la video).
| Год  | Номинируемая работа     | Номинация                                       | Результат |
| ---- | ----------------------- | ----------------------------------------------- | --------- |
| 2006 | Simple Plan             | Наиболее успешный музыкант за пределами Квебека | Победа    |
| 2006 | MTV Hard Rock Live      | Англоязычный альбом года                        | Победа    |
| 2008 | Simple Plan             | Наиболее успешный музыкант за пределами Квебека | Номинация |
| 2008 | Simple Plan             | Англоязычный альбом года                        | Номинация |
| 2012 | Simple Plan             | Наиболее успешный музыкант за пределами Квебека | Номинация |
| 2012 | Get Your Heart On!      | Англоязычный альбом года                        | Номинация |
| 2016 | Simple Plan             | Наиболее успешный музыкант за пределами Квебека | Номинация |
| 2016 | Taking One for the Team | Англоязычный альбом года                        | Номинация |

## Alternative Press Music Awards
Alternative Press Music Awards — ежегодная музыкальная церемония награждения, организуемая журналом Alternative Press.
| Год  | Номинируемая работа    | Номинация             | Результат |
| ---- | ---------------------- | --------------------- | --------- |
| 2015 | Simple Plan Foundation | Исполнитель-филантроп | Номинация |

## Canadian Radio Music Awards
Canadian Radio Music Awards (сокращённо CRMA) — ежегодная премия, вручаемая организаторами музыкального фестиваля и конференции Canadian Music Week.
| Год  | Номинируемая работа | Номинация                                   | Результат |
| ---- | ------------------- | ------------------------------------------- | --------- |
| 2012 | «Jet Lag»           | Песня года                                  | Номинация |
| 2013 | Simple Plan         | Allan Slaight Humanitarian Spirit Award     | Победа    |
| 2013 | «True Colors»       | Hitchseeker Award for Special Collaboration | Победа    |
| 2013 | «Summer Paradise»   | Песня года                                  | Номинация |

## CASBY Awards
CASBY Awards — ежегодная церемония награждения исполнителей альтернативной и инди-музыки, проводимая радиостанцией CFNY-FM из Торонто.
| Год  | Номинируемая работа | Номинация           | Результат |
| ---- | ------------------- | ------------------- | --------- |
| 2002 | «I'm Just a Kid»    | Любимое новое видео | Победа    |

## CBC Music Awards
CBC Music Awards — ежегодная премия, присуждаемая канадской телерадиовещательной корпорацией (англ. Canadian Broadcasting Corporation — CBC).
| Год  | Номинируемая работа | Номинация      | Результат |
| ---- | ------------------- | -------------- | --------- |
| 2014 | Simple Plan         | Золотое сердце | Номинация |

## Juno Awards
Juno Awards (рус. Джуно) — основная музыкальная премия Канады, ежегодно вручаемая с 1970 года. Учредителем данной премии является Канадская академия искусства и науки звукозаписи.
| Год  | Номинируемая работа    | Номинация                                   | Результат |
| ---- | ---------------------- | ------------------------------------------- | --------- |
| 2003 | Simple Plan            | Новая группа года                           | Номинация |
| 2003 | Арнольд Ланни          | Премия «Продюсер года» им. Джека Ричардсона | Номинация |
| 2004 | A Big Package For You  | Музыкальное DVD года                        | Номинация |
| 2005 | Still Not Getting Any… | Альбом года                                 | Номинация |
| 2005 | Still Not Getting Any… | Поп-альбом года                             | Номинация |
| 2005 | Simple Plan            | Группа года                                 | Номинация |
| 2005 | Боб Рок                | Премия «Продюсер года» им. Джека Ричардсона | Победа    |
| 2006 | Simple Plan            | Juno Fan Choice Award                       | Победа    |
| 2009 | Simple Plan            | Альбом года                                 | Номинация |
| 2009 | Simple Plan            | Группа года                                 | Номинация |
| 2011 | «Wavin’ Flag»          | Сингл года                                  | Победа    |
| 2012 | Simple Plan            | Allan Waters Humanitarian Award             | Победа    |

## Kerrang!Awards
Kerrang! Awards — ежегодная музыкальная премия, проводимая журналом Kerrang!.
| Год  | Номинируемая работа  | Номинация    | Результат |
| ---- | -------------------- | ------------ | --------- |
| 2008 | «Your Love Is a Lie» | Лучший сингл | Номинация |

## MTV Asia Awards
MTV Asia Awards — ежегодная церемония награждения азиатских и международных исполнителей. Является аналогом MTV Europe Music Awards.
| Год  | Номинируемая работа | Номинация              | Результат |
| ---- | ------------------- | ---------------------- | --------- |
| 2004 | Simple Plan         | Лучший поп-исполнитель | Номинация |
| 2005 | Simple Plan         | Лучший поп-исполнитель | Победа    |
| 2006 | Simple Plan         | Лучший поп-исполнитель | Номинация |

## MTV Europe Music Awards
MTV Europe Music Awards — ежегодная церемония вручения музыкальных наград, основанная телеканалом MTV Europe в 1994 году.
| Год  | Номинируемая работа | Номинация                                     | Результат |
| ---- | ------------------- | --------------------------------------------- | --------- |
| 2014 | Simple Plan         | Лучшее выступление в рамках "MTV World Stage" | Номинация |

## MTV Video Music Awards
MTV Video Music Awards — ежегодная церемония награждения за создание видеоклипов, основанная телеканалом MTV в 1984 году.
| Год  | Номинируемая работа                       | Номинация                  | Результат |
| ---- | ----------------------------------------- | -------------------------- | --------- |
| 2003 | «Addicted»                                | Лучшее видео дебютанта     | Номинация |
| 2004 | «Perfect»                                 | Лучший монтаж              | Номинация |
| 2004 | «Perfect»                                 | Выбор зрителей             | Номинация |
| 2005 | «Untitled (How Could This Happen to Me?)» | Лучший монтаж              | Номинация |
| 2005 | «Untitled (How Could This Happen to Me?)» | Лучшая операторская работа | Номинация |
| 2013 | «Summer Paradise»                         | Platinum Video Play        | Победа    |

## MuchMusic Video Awards
MuchMusic Video Awards — ежегодная премия, вручаемая канадским англоязычным телеканалом Much.
| Год  | Номинируемая работа                       | Номинация                                         | Результат |
| ---- | ----------------------------------------- | ------------------------------------------------- | --------- |
| 2003 | Simple Plan                               | Любимая канадская группа по выбору людей          | Победа    |
| 2003 | «Addicted»                                | Лучшее международное видео канадского исполнителя | Номинация |
| 2003 | «I'd Do Anything»                         | MuchLOUD Лучшее рок-видео                         | Номинация |
| 2004 | Simple Plan                               | Любимая канадская группа по выбору людей          | Победа    |
| 2005 | Simple Plan                               | Любимая канадская группа по выбору людей          | Победа    |
| 2005 | «Untitled (How Could This Happen to Me?)» | Лучшее видео                                      | Номинация |
| 2005 | «Untitled (How Could This Happen to Me?)» | Лучшее поп-видео                                  | Номинация |
| 2006 | Simple Plan                               | Любимая канадская группа по выбору людей          | Победа    |
| 2006 | «Crazy»                                   | MuchLOUD Лучшее рок-видео                         | Номинация |
| 2008 | Simple Plan                               | Любимая канадская группа по выбору людей          | Победа    |
| 2008 | «When I'm Gone»                           | Лучшее видео                                      | Номинация |
| 2008 | «When I'm Gone»                           | MuchLOUD Лучшее рок-видео                         | Номинация |
| 2009 | «Save You»                                | UR Fave Video                                     | Победа    |
| 2011 | «Can’t Keep My Hands Off You»             | MuchLOUD Рок-видео года                           | Номинация |
| 2012 | «Astranaut»                               | Лучшее международное видео канадского исполнителя | Номинация |
| 2012 | «Summer Paradise»                         | UR Fave Video                                     | Номинация |

## NRJ Music Awards
NRJ Music Awards — церемония награждения, созданная в 2000 году при участии радиостанции NRJ в сотрудничестве с телеканалом TF1. Проходит каждый год в Каннах на открытии MIDEM (фр. Marché international de l'édition musicale).
| Год  | Номинируемая работа | Номинация                             | Результат |
| ---- | ------------------- | ------------------------------------- | --------- |
| 2007 | Simple Plan         | Лучшая международная группа/дуэт года | Номинация |
| 2012 | Simple Plan         | Франкоязычная группа/дуэт года        | Победа    |

## Radio Canada/La Presse Award
Simple Plan дважды становились номинантами премии, присуждаемой канадской телерадиовещательной корпорацией совместно с канадской газетой La Presse.
| Год  | Номинируемая работа | Номинация                           | Результат |
| ---- | ------------------- | ----------------------------------- | --------- |
| 2013 | Simple Plan         | Личность года                       | Победа    |
| 2013 | Simple Plan         | Премия «за искусство и развлечения» | Номинация |

## Teen Choice Awards
Teen Choice Awards — молодёжная награда, ежегодно присуждаемая компанией Fox. Первая церемония награждения была проведена в 1999 году. Программа поощряет крупнейшие ежегодные достижения в музыке, кино, спорте, телевидении, моде и др., голосование проводится среди подростков 13-19 лет.
| Год  | Номинируемая работа                       | Номинация            | Результат |
| ---- | ----------------------------------------- | -------------------- | --------- |
| 2005 | Simple Plan                               | Рок-группа по выбору | Победа    |
| 2005 | «Untitled (How Could This Happen to Me?)» | Песня лета по выбору | Номинация |
| 2008 | Simple Plan                               | Рок-группа по выбору | Номинация |

## Yahoo! Canada Awards
В 2012 году Simple Plan была присуждена награда Yahoo! Canada Awards за широкую благотворительную деятельность организации Simple Plan Foundation. В голосовании, проводимым Yahoo! среди своей аудитории, Simple Plan набрали более 56 процентов, получив абсолютное большинство голосов и обойдя Марка Карни и Милоша Раонича.
| Год  | Номинируемая работа | Номинация                     | Результат |
| ---- | ------------------- | ----------------------------- | --------- |
| 2012 | Simple Plan         | Канадцы с наибольшим влиянием | Победа    |

## Разные награды и почётные звания
| Год  | Номинируемая работа             | Награда/звание                                                                              | Номинатор                                          |
| ---- | ------------------------------- | ------------------------------------------------------------------------------------------- | -------------------------------------------------- |
| 2013 | No Pads, No Helmets… Just Balls | 36 поп-панк-альбомов, которые надо послушать перед тем, как умереть (#22)                   | BuzzFeed                                           |
| 2013 | Simple Plan                     | Медаль Бриллиантового юбилея королевы Елизаветы II                                          | Медаль Бриллиантового юбилея королевы Елизаветы II |
| 2014 | Still Not Getting Any…          | 20 поп-панк-альбомов, которые вызовут у вас ностальгию (#6)                                 | New Musical Express                                |
| 2014 | «Addicted»                      | 49 феноменально тоскливых поп-панк-песен из 2000-х, о существовании которых вы забыли (#49) | Thought Catalog                                    |
| 2014 | «Perfect»                       | 23 песни, которые не забудет ни один бывший эмо-подросток (#5)                              | BuzzFeed                                           |
| 2014 | Simple Plan                     | YMCA Peace Medal (Médailles de la paix)                                                     | YMCA Peace Medal (Médailles de la paix)            |
| 2015 | No Pads, No Helmets… Just Balls | 41 поп-панк-альбом, которые любили все дети 2000-х (#15)                                    | BuzzFeed                                           |
| 2016 | «I Can Wait Forever»            | 25 прекрасных поп-панк- и эмо-песен на День Святого Валентина (#23)                         | Fuse                                               |
| 2016 | Simple Plan                     | 10 самых влиятельных групп поп-панка                                                        | Alternative Press                                  |
| 2016 | «Shut Up!»                      | 21 классическая поп-панк-песня, которые вы всё ещё в тайне слушаете (#15)                   | Joe                                                |
| 2017 | No Pads, No Helmets… Just Balls | 51 величайший поп-панк-альбом всех времён (#26)                                             | Kerrang!                                           |
| 2017 | No Pads, No Helmets… Just Balls | 50 величайших поп-панк-альбомов (#33)                                                       | Rolling Stone                                      |
| 2017 | «I'd Do Anything»               | 21 лучший поп-панк-припев 21 века (#19)                                                     | Spin                                               |
| 2017 | «Addicted»                      | Топ-100 поп-песен 2003 года (#32)                                                           | About.com                                          |
| 2017 | «Welcome to My Life»            | Топ-100 поп-песен 2004 года (#69)                                                           | About.com                                          |
| 2017 | «Untitled»                      | Топ-100 поп-песен 2005 года (#98)                                                           | About.com                                          |
| 2017 | Simple Plan                     | Canadian Meritorious Service Cross                                                          | Canadian Meritorious Service Cross                 |
| 2018 | No Pads, No Helmets… Just Balls | 100 лучших поп-панк-альбомов (#31)                                                          | Rock Sound                                         |
| 2018 | Still Not Getting Any...        | 100 лучших поп-панк-альбомов (#67)                                                          | Rock Sound                                         |
| 2018 | Simple Plan                     | 5 лучших поп-панк-групп из вашего детства 90-х (#4)                                         | Study Breaks                                       |
| 2018 | Simple Plan                     | 10 групп, чаще всего выступавших на Warped Tour (#2)                                        | Alternative Press                                  |
| 2018 | «When I’m Gone»                 | Топ-100 поп-песен 2007 года (#76)                                                           | About.com                                          |
| 2018 | «Whelcome to My Life»           | 14 самых грустных поп-панк-песен всех времён (#9)                                           | Kerrang!                                           |